# Harpel (buurtschap)
Harpel (Gronings: Haarpel) is een buurtschap in de gemeente Westerwolde in de provincie Groningen. Het ligt ten zuidoosten van Vlagtwedde bij het Mussel-Aa-kanaal.
De naam komt van een 5 tot 6 meter hoge hoogte en is opgebouwd uit de woorden 'haar' (verhoging in de heide) en 'pol' (ronde hoogte binnen lager gelegen gebied). 
Harpel ligt aan de rand van Westerwolde. Oorspronkelijk was dit een dicht bebost gebied, maar in de periode dat de stad Groningen het voor het zeggen had in Westerwolde, vanaf de zeventiende eeuw, werd het eikenbos op grote schaal gekapt ten behoeve van de stad. Er ontstond zo een open gebied met voornamelijk heidevelden. Vermoedelijk zijn er in die periode wel pioniers geweest die getracht hebben er een bestaan op te bouwen, maar van permanente bewoning is pas sprake na de markeverdeling van Ellersinghuizen in 1846-47. 
Rond 1850 werd de Harperweg aangelegd als ontginningsweg. In 1854 verrees het eerste huis van Harpel: Harpelerweg 45.
Voor de aanleg van het Mussel-Aa-kanaal was de streek amper geschikt voor de landbouw. De grond was slecht ontgonnen en de waterhuishouding was uitgesproken slecht. Pas na de aanleg van het kanaal, in 1916, en een betere ontginning, veelal uitgevoerd in het kader van de werkverschaffing kwam de landbouw tot enige bloei.
Tussen het dorp en het Mussel-Aa-kanaal ligt een klein natuurgebied van Staatsbosbeheer: De Bril.